# Gerzensee

Vue aérienne (1952)

Gerzensee est une commune suisse du canton de Berne, située dans l'arrondissement administratif de Berne-Mittelland.

## Histoire
La seigneurie de Gerzensee est souvent partagée entre plusieurs propriétaires, généralement bourgeois de Berne. Elle dépend de la juridiction de Seftigen de 1388 à 1798.

## Monuments et curiosités
- L'ancien château a été construit en 1518 pour l'avoyer Jakob von Wattenwyl[4] sur une construction plus ancienne remontant au XIIIe siècle Il consiste en une maison seigneuriale de style gothique tardif avec un toit en croupe très incliné. Le corps central date de 1772 et contient une salle des fêtes en style Louis XVI[5],[6].
- Le Neuen Schloss[7],[8] (château neuf) est une construction baroque datant de 1690 dont le style est influencé par la manière française. Il est aujourd'hui un hôtel.

## Personnalités liées à la commune
- Le chef d'orchestre Antal Doráti y mourut en 1988.
- Elisabeth de Meuron (1882-1980) aristocrate excentrique de Berne est enterrée avec son mari Fritz (+ 1959) dans cette commune.